# Jan Matura (historyk)

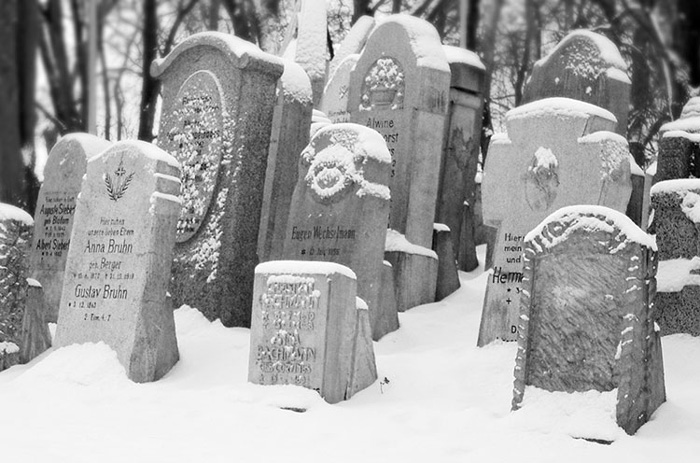
Polickie lapidarium, którego pomysłodawcą był Jan Matura

Jan Matura (ur. 1953, zm. 19 sierpnia 2022) – badacz dziejów Polic i regionu polickiego. Regionalista, nauczyciel, sportowiec.

## Życiorys
W młodości mieszkał na ziemi nyskiej, w tym w Kępnicy. Absolwent Carolinum w Nysie.
Początkowo interesował się przeszłością ziemi nyskiej. Po przeprowadzce do Polic w 1980 roku stał się znawcą historii ziemi polickiej. Owocem jego 20-letnich studiów nad dziejami Polic jest monografia Historia Polic od czasów najstarszego osadnictwa do II wojny światowej (Szczecin 1999) opatrzona przedmowami recenzującego ją prof. Antoniego Gizy i burmistrza miasta Police Władysława Diakuna.
Zinwentaryzował wszystkie zabytki sztuki sepulkralnej cmentarzy polickich. Zebrał obszerną kolekcję materiałów dotyczących dziejów Polic. Publikował popularnonaukowe artykuły historyczne i regionalistyczne w „Gazecie Polickiej”, „Dzienniku Szczecińskim”, „Nowym Kurierze”, „Magazynie Polickim” i „Kurierze Szczecińskim”.
W roku 1996 zaproponował władzom miasta Police utworzenie małego, niezależnego muzeum historii regionalnej. Muzeum to, Galeria Historyczna Polic, zostało otwarte na przełomie 1996 i 1997 roku. Mieści się w Miejskim Ośrodku Kultury w Policach.
Na prośbę władz gminy Police opracował dokumentację Lapidarium Polickiego gromadzącego groby poniemieckie, otwartego 30 września 1998 przy udziale gości niemieckich.
Wykonywał także grafiki i akwarele przedstawiające dawne Police.
Posiadał również osiągnięcia w dziedzinie krzewienia kultury fizycznej w Policach. Był jednym z pierwszych czynnie uprawiających bieg w tym mieście. Inicjator imprez sportowych, uczestnik biegów i maratonów w kraju i Europie, trener młodzieży, emerytowany nauczyciel wychowania fizycznego w Tanowie.

## Publikacje autorskie
- Historia Polic od czasów najstarszego osadnictwa do II wojny światowej - wyd. Gmina Police, 2002
- Powojenne dzieje Polic 1945-2004 - wyd. Gmina Police, 2004
- Tanowo wczoraj i dziś - wyd. Gmina Police, 2011
- Wzdłuż rzeki Gunicy - wyd. Gmina Police, 2013
- Kępnica - wyd. własne, 2013
- Hajduki Nyskie: wczoraj i dziś - wyd. Stowarzyszenie Rozwoju Wsi Hajduki Nyskie, 2014